# ESAB
Elektriska Svetsnings Aktie Bolaget (ESAB) é uma empresa multinacional, criada em 1904 por Oscar Kjellberg na cidade de Göteborg na Suécia.
Oscar Kjellberg foi o pioneiro no desenvolvimento da solda de arco elétrico utilizando eletrodos revestidos.